# Devon Werkheiser

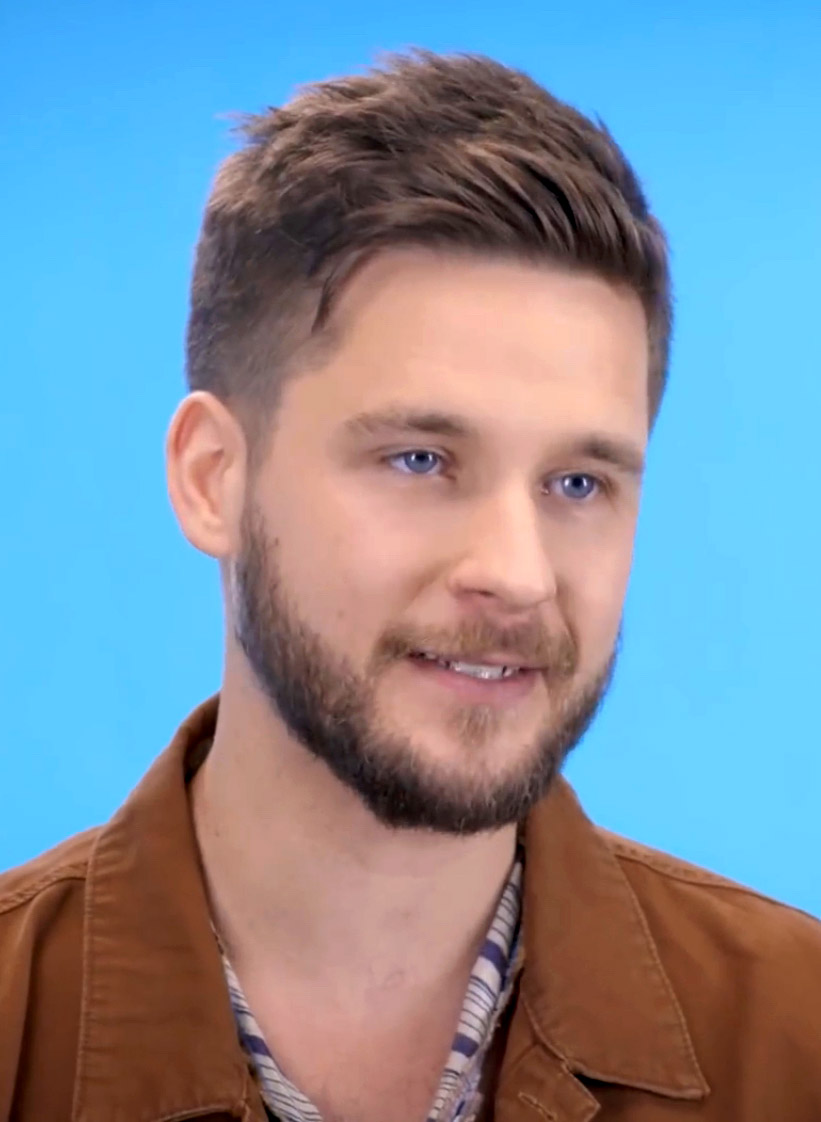
Devon Werkheiser (2019)

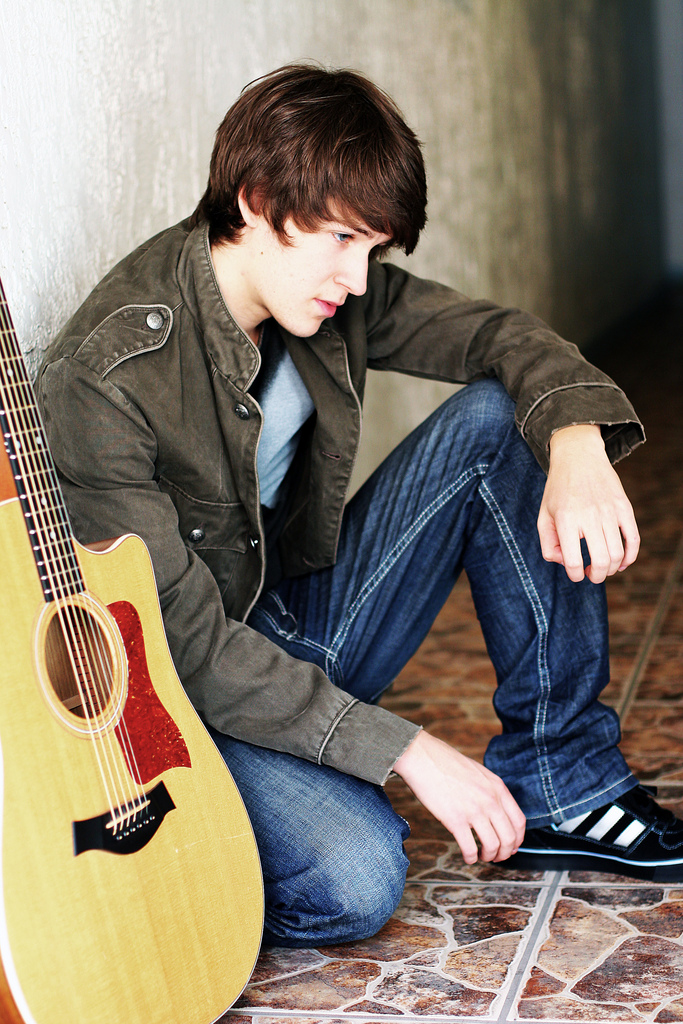
Devon Joseph Werkheiser

Devon Joseph Werkheiser (* 8. März 1991 in Atlanta, Georgia) ist ein US-amerikanischer Schauspieler und Sänger.

## Leben und Karriere
Devon Werkheiser wurde 1991 als Sohn eines Immobilienmaklers und einer Hausfrau geboren und wuchs in Johns Creek, Georgia auf. Seine ersten Schauspielerfahrungen machte er, als ihn seine Eltern in der lokalen Theatergruppe von Atlanta anmeldeten, wo er in Stücken wie Des Kaisers neue Kleider und Rotkäppchen mitwirkte.
2002 bekam Werkheiser seine erste Filmrolle in dem Kriegsdrama Wir waren Helden. Die Dreharbeiten fanden in Georgia statt. Der damals 10-Jährige spielte dort Steven Moore, den Sohn vom Colonel Moore (Mel Gibson). Nach dieser Rolle zog er mit seiner Mutter nach Los Angeles, um seine Schauspielkarriere voranzutreiben. Nach einem Gastauftritt in der kurzlebigen Fernsehserie That Was Then wirkte er in Harvey Frosts Filmkomödie Recipe for Disaster an der Seite von John Larroquette und Lesley Ann Warren mit.
Von 2004 bis 2007 war er an der Seite von Lindsey Shaw und Daniel Curtis Lee als Ned Bigby in der Fernsehserie Neds ultimativer Schulwahnsinn zu sehen. 2007 hatte er eine Rolle in dem Film Deckname Shredderman. Werkheiser war 2007 bei den ersten deutschen Nick Kids’ Choice Awards in der Kategorie Lieblingsschauspieler nominiert, Jamie Lynn Spears erhielt schließlich den Preis. Allerdings erhielt die Serie Neds ultimativer Schulwahnsinn den Preis in der Kategorie Lieblingsserie, den er als Hauptdarsteller stellvertretend entgegennehmen durfte.
2010 folgten Rollen in den Filmen The Prankster und Love at First Hiccup. 2011 spielte er neben Dennis Quaid die Rolle des Danny in dem Horrorfilm Inside the Darkness – Ruhe in Frieden.
Er war bis 2009 mit seiner Schauspielkollegin Lindsey Shaw zusammen. Von 2009 bis 2014 führte er mit Molly McCook eine Beziehung. Er unterstützt die Starlight Starbright Children’s Foundation, die sich um kranke Kinder kümmert.

## Musikkarriere
Er unterzeichnete für sein Debütalbum ursprünglich einen Vertrag mit Universal Records, sein Label-Status auf Myspace ist allerdings Ohne Vertrag, was darauf hindeutet, dass der Vertrag mit Universal Records nicht mehr besteht.
2007 wurde sein erstes Lied, der Demosong Super Hero auf der Shredderman Rules-DVD veröffentlicht. Seine erste Single, If Eyes Could Speak, wurde am 1. April 2010 im iTunes Store veröffentlicht. Das Musikvideo zu dem Song wurde am 15. Juni 2010 auf Youtube veröffentlicht. Seine zweite Single, Sparks Will Fly, wurde am 29. Juli 2010 ebenfalls im iTunes Store veröffentlicht.
Werkheiser hatte verschiedene Auftritte in San Francisco und Los Angeles, wo er zusammen mit Künstlerinnen wie Kristen Marie Hollyin, Britney Christian oder Kole auftrat. Sein Lied If Eyes Could Speak ist der Soundtrack zu der Liebeskomödie Love At First Hiccup, in der er die Hauptrolle an der Seite von Scout Taylor-Compton besetzt.

## Diskografie
- 2010: Single – If Eyes Could Speak, Veröffentlichung 1. April 2010
- 2010: Single – Sparks Will Fly, Veröffentlichung 29. Juli 2010
- 2013: E.P. – I AM

## Filmografie

### Filme
- 2002: Wir waren Helden (We Were Soldiers)
- 2003: Recipe for Disaster
- 2007: Deckname Shredderman (Shredderman Rules)
- 2007: Christmas in Paradise
- 2010: The Prankster
- 2010: Love at First Hiccup
- 2011: Inside the Darkness – Ruhe in Frieden (Beneath the Darkness)
- 2013: Im Bann der Hexe (The Wicked)
- 2016: Sundown
- 2019: Die Tochter des Weihnachtsmanns (Santa Girl)
- 2019: Crown Vic
- 2024: Rust

### Serien
- 2003: That was Then (Folge 1x4)
- 2004–2007: Neds ultimativer Schulwahnsinn (Ned’s Declassified School Survival Guide)
- 2009: Three Rivers Medical Center (Three Rivers)
- 2011: Greek (Gastrolle)
- 2012: Never Fade Away
- 2012: Criminal Minds (Folge 8x08: Allein gegen die Welt)
- 2013: Major Crimes (Folge 2x12: Pick Your Poison)
- 2017: 2 Broke Girls (6x09: And the About FaceTime)

### Synchronrollen
- 2006: Caspers Gruselschule (Casper’s Scare School, Fernsehfilm, Stimme)
- 2007: The Wizzard of Krudd
- 2010: American Dad, Episode „Stan Time“
- 2010: Marmaduke